# Silene qiyunshanensis
Silene qiyunshanensis är en nejlikväxtart som beskrevs av X.H. Guo och X.L. Liu. Silene qiyunshanensis ingår i släktet glimmar, och familjen nejlikväxter. Inga underarter finns listade i Catalogue of Life.